# أيه أس أم انترناشيونال
أيه أس أم انترناشيونال هي شركة هولندية متعددة الجنسيات مقرها الرئيسي متخصصة في تصميم وتصنيع وبيع وخدمة معدات معالجة رقائق أشباه الموصلات لتصنيع أجهزة أشباه الموصلات. يتم استخدام منتجات أيه أس أم من قبل مصنعي أشباه الموصلات في معالجة الرقائق الأمامية في مصانع تصنيع أشباه الموصلات. تشمل تقنيات أيه أس أم ترسيب الطبقة الذرية، والتضخم، وترسب البخار الكيميائي وانتشاره.
أسس الشركة آرثر ديل برادو (1931-2016) باسم «مواد أشباه الموصلات المتقدمة» في عام 1964. من عام 2008 حتى عام 2020، شغل تشاك ديل برادو، نجل آرثر ديل برادو، منصب الرئيس التنفيذي. كانت أيه أس أم رائدة في جوانب مهمة من العديد من تقنيات معالجة الرقائق الراسخة المستخدمة في الصناعة، بما في ذلك الطباعة الحجرية والترسيب وزرع الأيونات وتضخم الرقاقة الواحدة وفي السنوات الأخيرة ترسيب الطبقة الذرية. كانت شركات معدات أشباه الموصلات أيه. أس. أم. أل. و أيه أس أم باسيفيك تكنولوجي و بيسي أقسامًا سابقة من أيه أس أم.
يقع المقر الرئيسي لشركة أيه أس أم أنترناشيونال في ألميرا بهولندا. تمتلك الشركة مواقع بحث وتطوير في ألميرا (هولندا) وهلسنكي (فنلندا) ولوفين (بلجيكا بالقرب من IMEC) وفينيكس (أريزونا) وتاما (اليابان) ودونغتان (كوريا الجنوبية). يحدث التصنيع بشكل أساسي في سنغافورة ودونغتان (كوريا الجنوبية). لدى أيه أس أم أيضًا مكاتب مبيعات وخدمة في جميع أنحاء العالم، بما في ذلك الولايات المتحدة وكوريا الجنوبية والصين وتايوان واليابان وسنغافورة وإسرائيل. اعتبارًا من عام 2019، لديها 2337 موظفًا في 14 دولة.
أسهم الشركة مدرجة في يورونكست أمستردام. أدرجت أيه أس أم إلى مؤشر بورصة أمستردام في مارس 2020. تمتلك أيه أس أم انترناشيونال حصة أقلية في أيه أس أم باسيفيك تكنولوجي، وهي شركة مقرها هونغ كونغ نشطة في تجميع أشباه الموصلات والتعبئة وتكنولوجيا التركيب السطحي.

## روابط خارجية
- الموقع الرسمي